# Ummendorfer Sandstein

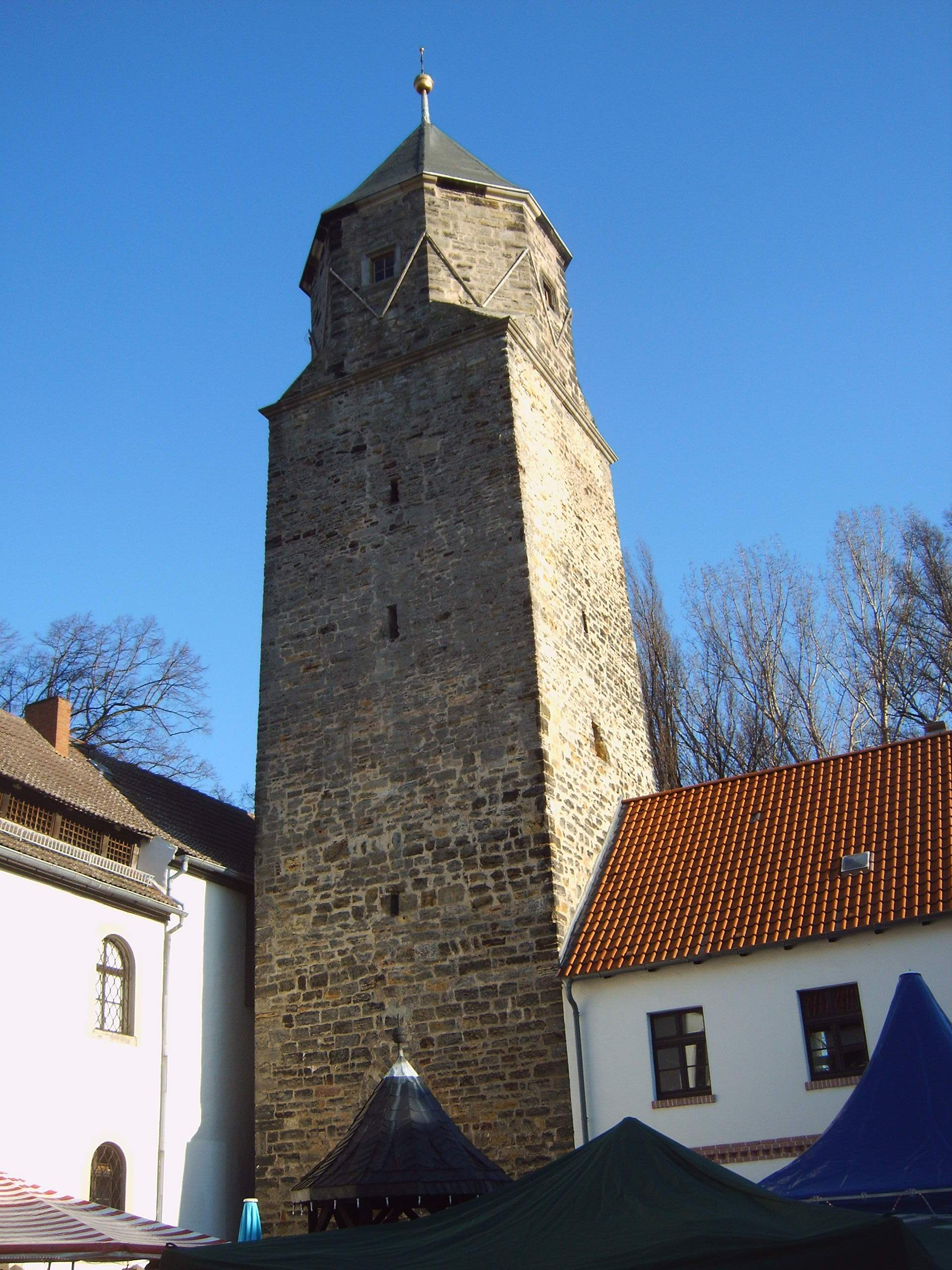
Burg von Ummendorf aus Ummendorfer Sandstein

Der Ummendorfer Sandstein, auch Magdeburger Sandstein genannt, wurde unweit des Dorfes Ummendorf im Landkreis Börde in Sachsen-Anhalt (Deutschland) gewonnen. Historisch hat dieser Sandstein Bedeutung, weil auf Weisung Friedrichs des Großen ein großer Teil dieser Sandsteine für seine Prachtbauten in Potsdam und Berlin verbaut wurde.

## Vorkommen und Gesteinsbeschreibung
Die Sandsteine, die westlich von Magdeburg bis zum angrenzenden Braunschweiger Raum gebrochen wurden, wurden auch als Magdeburger Sandstein bezeichnet. Dieser Sandstein wurde im Unteren Lias gebildet. Es ist ein glimmerführender feinkörniger Sandstein mit tonhaltiger Bindung, der hellgrau bis hellgelb gefärbt ist. Er hat geringe Festigkeitswerte, deshalb zeigen viele historischen Bauwerke aus diesem Naturstein starke Verwitterungserscheinungen.
Die Lagen sind dickbankig und in der Umgebung von Ummendorf wurde früher dieser Stein auch in Seehausen und Wefensleben gebrochen.

## Bauwerke
Bekannte Bauwerke, die aus Ummendorfer Sandstein aufgebaut wurden, sind das Schloss Sanssouci in Potsdam und der Magdeburger Dom. Weitere Bauten sind die Pauluskirche in Magdeburg und die Burg Ummendorf.

## Literatur

Kunsthistorische Verwendung von Ummendorfer Sandstein
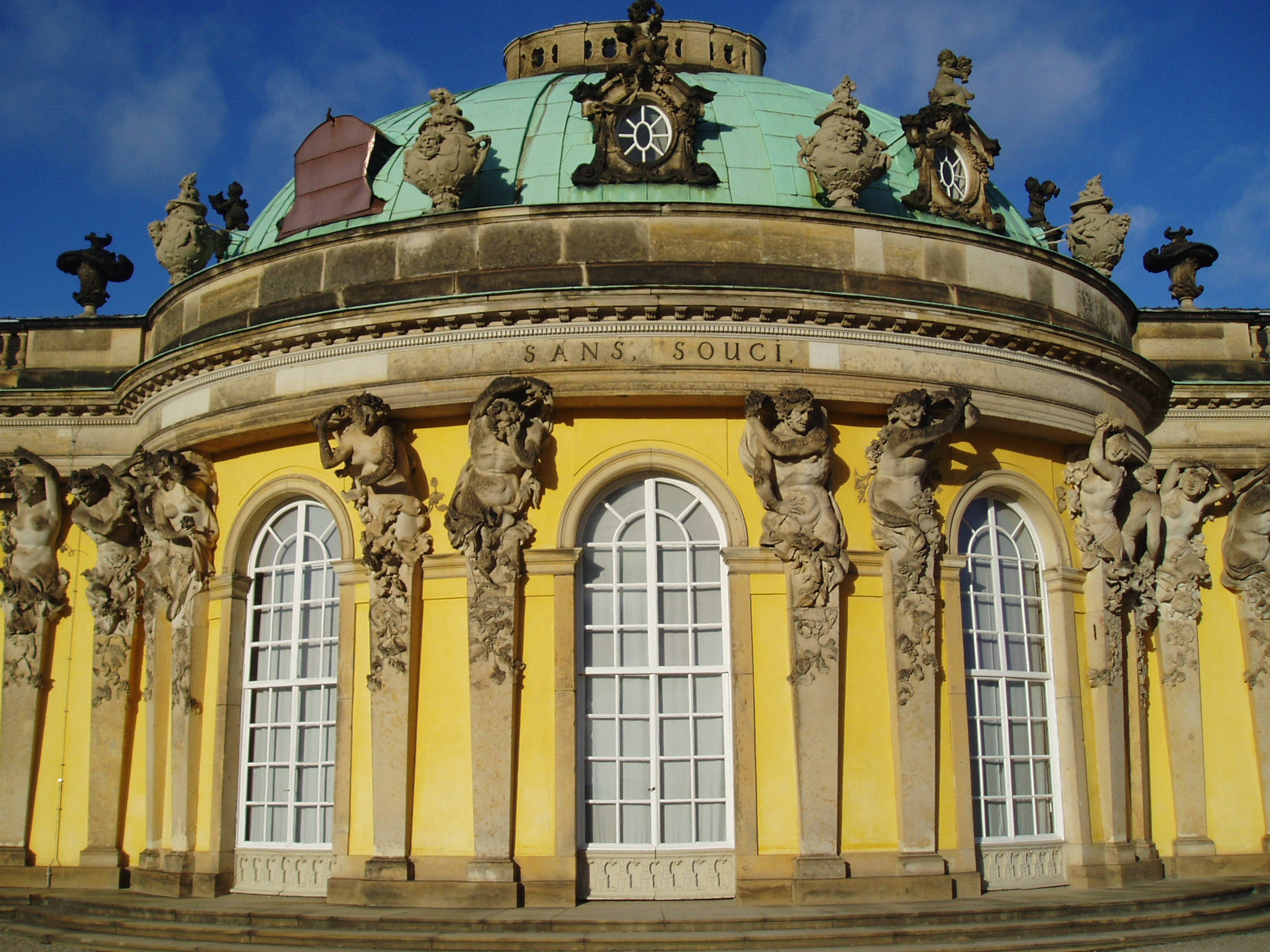
Sanssouci in Potsdam
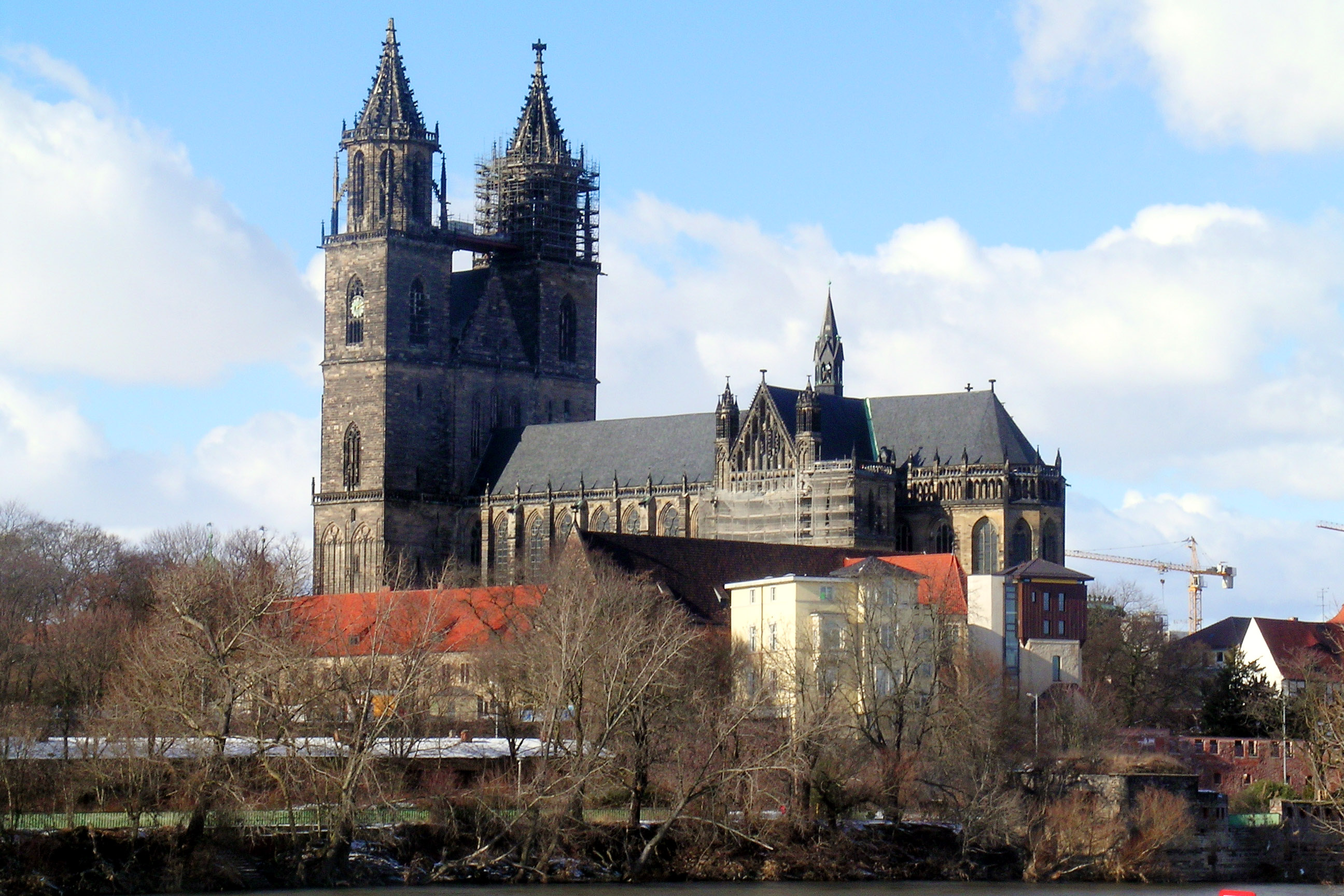
Magdeburger Dom
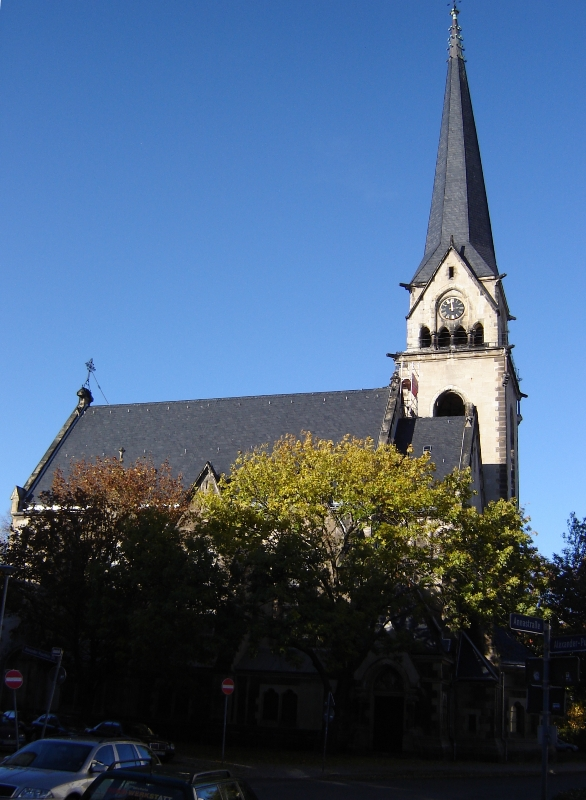
Pauluskirche in Magdeburg